# Marolles-en-Hurepoix
Marolles-en-Hurepoix è un comune francese di 4 807 abitanti situato nel dipartimento dell'Essonne nella regione dell'Île-de-France.

## Società

### Evoluzione demografica
Abitanti censiti